# 方保田東原遺跡
方保田東原遺跡（かとうだひがしばるいせき）は、熊本県山鹿市にある弥生時代後期から古墳時代前期にかけての複合遺跡である。1985年（昭和60年）2月、国の史跡に指定された。2006年（平成18年）7月に追加指定され、約11ヘクタールが指定範囲となった。

## 概要
方保田東原遺跡は、熊本県北部の菊池川とその支流の方保田川に挟まれた標高35メートルの台地上に広がる弥生時代後期から古墳時代前期に繁栄した大集落遺跡である。約11ヘクタールが史跡指定地で、遺跡の推定範囲は約35ヘクタールの規模を誇る熊本県最大級の集落遺跡である。
調査の結果、幅8メートルの大溝をはじめとする多数の溝や100を超える竪穴建物跡、土器や鉄器を製作したと考えられる遺構が見つかっている。また、全国で唯一の石包丁形鉄器や特殊な祭器である巴形銅器など数多くの青銅製品や鉄製品、山陰地方や近畿地方など西日本各地から持ち込まれた土器なども出土している。

## 主な出土品
- 石包丁形鉄器[1]
- 巴形銅器[1]
- ジョッキ形土器[1]
- 鉄斧[1]
- 青銅鏡[1]
- 釣針[1]
- 丹塗壷[1]

## 所在地
山鹿市方保田（かとうだ）字東原（ひがしばる）、塚の本

## 交通
国道3号から県道198号へ。日置交差点を西へ（県道301号）。交差点から約300メートル。